# Marcus Cook
Marcus Cook (ur. w 1982) – nauruański sztangista, uczestnik igrzysk Wspólnoty Narodów, mistrz Australii i Oceanii juniorów w podnoszeniu ciężarów z 2001 roku.
Na Igrzyskach Wspólnoty Narodów w Manchesterze startował w kategorii do 94 kilogramów. W rwaniu zaliczył 117,5 kilograma, co było dwunastym wynikiem. W podrzucie zaliczył 147,5 kilograma, co było dziesiątym wynikiem, a dwuboju osiągnął wynik 265 kilogramów i zajął 10. miejsce.